# Jason Tesson
Jason Tesson (Angers, 9 de enero de 1998) es un ciclista profesional francés, miembro del equipo Team TotalEnergies.
Debutó como profesional en 2021 en el equipo Saint Michel-Auber93 donde estuvo hasta el fin de la temporada 2022. 

## Palmarés
2021
- 1 etapa del Tour Poitou-Charentes en Nueva Aquitania
- À travers les Hauts-de-France, más 1 etapa

2022
- 1 etapa de los Cuatro Días de Dunkerque
- 1 etapa de la Boucles de la Mayenne
- 2 etapas de la Ronde de l'Oise[1]

2023
- 2 etapas de la Tropicale Amissa Bongo[2]
- 1 etapa de la Ruta de Occitania

2024
- La Roue Tourangelle
- 1 etapa del Tour del Lago Taihu

## Equipos
- Rally Cycling (stagiaire) (08.2020-12.2020)
- Saint Michel-Auber93 (2021-2022)
- Team TotalEnergies (2023-)